# باد بلتسيغ
باد بلزيغ (بالألمانية: Bad Belzig) هي district capital وبلدة ألمانية تقع في ألمانيا في Potsdam-Mittelmark.

## المدن التوأمة
مدينة Ritterhude هي مدينة توأمة لـباد بلزيغ.

## أعلام
- فابيان ويد
- ماتياس رودولف